# Copa del Rey de baloncesto 2009
La 73.ª edición de la Copa del Rey de baloncesto se disputó en el Palacio de Deportes de la Comunidad de Madrid de la ciudad de Madrid entre el 19 y el 22 de febrero de 2009. La ciudad de Madrid fue designada como sede de esta edición de la Copa del Rey el 9 de febrero de 2008, al mismo tiempo que Bilbao lo era como sede de la edición de 2010. El 8 de octubre de 2008, después de que la ACB y el gobierno de la Comunidad de Madrid firmaran un acuerdo, se anunció que en Madrid ciudad se disputarían al menos dos ediciones más en años alternos, en 2011 y 2013; esta decisión venía encaminada a dar mayor apoyo a la candidatura olímpica de Madrid 2016. De esta forma, será la novena vez que Madrid acoge la Copa, la segunda ya con la denominación de Copa del Rey tras la edición de 2006.
Contó con la participación de ocho equipos: los siete primer clasificado en la Liga ACB al terminar la primera vuelta de la temporada 2008/09, y un equipo invitado como anfitrión, que en este caso se trató del MMT Estudiantes, que ocupó la decimotercera posición en la clasificación de la ACB al terminar la primera vuelta del campeonato.
A finalizar la jornada 17 se conocieron los ocho equipos que estarán presentes en la Copa de 2009: Tau Vitoria, Unicaja Málaga, Regal FC Barcelona y DKV Joventut como cabezas de serie en el sorteo al ser los cuatro primeros en la clasificación de la ACB, Real Madrid, Kalise Gran Canaria y Pamesa Valencia, que ocupan los puestos del quinto al séptimo en la ACB, y MMT Estudiantes como anfitrión.

## Clasificación
Los criterios para la clasificación para la Copa del Rey fueron aprobados el 21 de noviembre de 2008 por los clubes de la ACB en la Asamblea General de la misma. Se clasificaban los siete mejores equipos en la clasificación de la ACB al terminar la primera vuelta del campeonato, más un equipo de la ciudad de Madrid (Real Madrid o Estudiantes) como anfitrión en el caso de que uno o los dos equipos no acabaran entre los siete primeros. Para ediciones posteriores celebradas en Madrid, se decidió que si uno de los dos equipos se clasificaba al terminar entre los siete primeros y el otro quedaba fuera de estas plazas, ocuparía el primero la plaza de anfitrión.
En la jornada 16, el Unicaja Málaga se aseguró ser cabeza de serie en el sorteo de la Copa del Rey tras derrotar al CB Granada, al asegurarse finalizar la primera vuelta de la liga entre los cuatro primeros. En la misma jornada, el Kalise Gran Canaria obtuvo una de las plazas que quedaban por decidir tras vencer al CB Murcia. El Ricoh Manresa ganó su partido frente al Bruesa GBC y alcanzó un balance de 8-8, aunque eso no le daba acceso a la Copa, dependiendo de otros resultados en la jornada siguiente, ya que el equipo manresano descansaba esa jornada.
Al llegar a la jornada 17, última de la primera vuelta, y cuya clasificación decidía las plazas para esta edición de la Copa del Rey, quedaba una plaza por adjudicar, habiendo cuatro equipos con opciones matemáticas de obtenerla: Pamesa Valencia, Ricoh Manresa, Baloncesto Fuenlabrada y CB Granada. El que más opciones tenía para obtener el billete hacia la Copa celebrada en Madrid era el Pamesa Valencia, que ocupaba en aquel momento la séptima plaza con un balance de 8-7. Una victoria valenciana frente al Iurbentia Bilbao les daría el pase. El Ricoh Manresa, con el mismo número de victorias que el Pamesa pero con peor diferencia de puntos, descansaba esa jornada, por lo que necesitaba una derrota del Pamesa por más de 38 puntos para tener opciones de clasificarse. El Fuenlabrada, con una diferencia de puntos mejor que el Pamesa necesitaba una derrota valenciana y ganar al Real Madrid en Vistalegre. El último equipo con opciones, el CB Granada, necesitaba una victoria propia unida a sendas derrotas de Pamesa y Fuelabrada, además de remontar la diferencia de puntos que tenía con el Fuenlabrada. Finalmente, y tras la victoria del Pamesa en Bilbao, el conjunto valenciano obtuvo su clasficicación matemática. También quedaba por determinar quién era el cuarto cabeza de serie, puesto que obtuvo el DKV Joventut tras derrotar al CB Murcia en Badalona.

## Sorteo
El sorteo de emparejamientos de esta edición de la Copa del Rey se efectuó el 12 de enero de 2009, tras disputarse la jornada 18 de la Liga ACB 2008/09. Se celebró en la Real Casa de Correos de Madrid y pudo seguirse en directo por La 2 de TVE, siendo dirigido por Marcos López.
El acto contó con la presencia de personalidades relacionadas con el deporte como el Secretario de Estado para el Deporte de España Jaime Lissavetzky, de ex-baloncestistas como Juan Antonio San Epifanio, Juan Antonio Corbalán, José Luis Llorente, también presidente de la ABP, y Elisabeth Cebrián, también miembro de la Comisión para las Mujeres de FIBA Europa, el presidente de la Federación Española de Baloncesto José Luis Sáez, el Consejero de Deportes de la Comunidad de Madrid Alberto López Viejo, el presidente del Comité Olímpico Español Alejandro Blanco, el presidente la "Asociación de Entrenadores Españoles de Baloncesto" Joan María Gavaldá o el exentrenador y miembro del Basketball Hall of Fame Pedro Ferrándiz, que se encargarán de determinar los emparejamientos y los cruces.
También acudieron al evento los entrenadores de siete de los ocho equipos clasificados: Duško Ivanović por el TAU Cerámica, Aíto García Reneses por el Unicaja Málaga, Xavier Pascual por el Regal FC Barcelona, Sito Alonso por el DKV Joventut, Joan Plaza por el Real Madrid, Neven Spahija por el Pamesa Valencia y Luis Casimiro por el MMT Estudiantes. Salva Maldonado, entrenador del Kalise Gran Canaria, no pudo asistir a la ceremonia debido a que se encontrará de viaje con su equipo para disputar un encuentro de la Eurocopa frente al Lietuvos Rytas de Lituania, siendo representado el equipo canario por su presidente, Lisandro Hernández. Cuatro periodistas, Héctor Martínez del diario AS, Eduardo Schell del diario MARCA, José Ignacio Huguet del Mundo Deportivo y Manuel Moreno de Sport, realizaron preguntan a los representantes de los clubes clasificados.
Los primeros en intervenir en la ceremonia fueron Eduardo Portela y Alberto López Viejo, y tras sus declaraciones se pasó a explicar el sistema de sorteo. El primer emparejamiento que quedó definido fue el DKV Joventut – MMT Estudiantes, decidido tras la intervención de Alejandro Blanco y Jaime Lissavetzky. Alberto López Viejo y Juan Antonio San Epifanio sacaron las bolas del Regal FC Barcelona y Real Madrid. Los encargados de decidir el tercer cruce fueron José Luis Llorente y Juan Antonio Corbalán, que extrajeron las bolas de Unicaja Málaga y Kalise Gran Canaria. Joan María Gavaldá y Pedro Ferrándiz sacaron las bolas de Tau Cerámica y Pamesa, y José Luis Sáez y Elisabeth Cebrián definieron los cruces de semifinales. Tras sortearse las eliminatorias, los periodistas presentes pudieron preguntar a los representantes de los clubes las impresiones de estos sobre el resultado del sorteo.

## Entradas
Los precios de los abonos para asistir a todos los encuentros de la competición oscilaban entre los 90 y los 390 €. Para la venta de los ofrecidos por la organización se siguió el mismo procedimiento que en la edición anterior disputada en Vitoria y estos se sortearon ante notario entre aquellos aficionados que los habían solicitado previamente. El período para poder solicitar un abono se abrirá el 14 de enero a las 12:00 y se cerrará el 26 de enero a la misma hora. El sorteo se celebrará el 27 de enero ante notario. Los agraciados podrán abonar el montante del abono entre el 28 de enero y el 11 de febrero. También se ofrecieron dos paquetes prémium, el paquete Westin y el Vincci, diez de cada tipo, y que incluían dos abonos y estancia en hoteles de lujo de Madrid.
La organización destinó 130 entradas, que representaban el 1% del aforo, a personas con movilidad reducida, teniendo un coste cada una de ellas de 290 €.
Cada uno de los ocho clubes participantes recibió un cupo de abonos, siendo cada club quien decidió la forma de distribuirlos entre los aficionados. El Unicaja Málaga optó por sortear sus abonos para la Copa entre los abonados al club que lo solicitaran en el plazo establecido para ello. También el Tau Cerámica decidió sortear ante notario los abonos entre los abonados que lo solicitaran previamente; el club vasco puso a disposición de sus seguidores la opción de adquirir sólo el abono, o el abono acompañado de la estancia en hotel, o incluso con desplazamiento hasta Madrid. En el caso del MMT Estudiantes, los abonados podían presentar una solicitud para adquirir los abonos para la competición, teniendo la opción los abonados más jóvenes de solicitar sólo la entrada para la jornada del viernes.

## Televisión
Los partidos de la Copa fueron retransmitidos por TVE y por las cadenas autonómicas españolas. TVE tuvo preferencia a la hora de elegir los partidos a retransmitir. Así, de los enfrentamientos de cuartos de final del jueves 19 de febrero, el Real Madrid - Regal FC Barcelona fueron retransmitido por TVE, mientras que el Tau Cerámica - Pamesa Valencia se retransmitió por las cadenas autonómicas. De los dos enfrentamientos de cuartos del día 20, el MMT Estudiantes - DKV Joventut fue el elegido por TVE, mientras que el Unicaja Málaga - Kalise Gran Canaria se retransmitió por las autonómicas. La semifinal que enfrentó al Regal FC Barcelona y del Tau Cerámica fue retransmitida por TVE, y la otra por las televisiones autonómicas. Por último la final fue retransmitida por TVE.

## Desarrollo

### Inauguración
La competición fue inaugurada por la presidenta de la Comunidad de Madrid, doña Esperanza Aguirre durante la mañana del 19 de febrero en un acto celebrado en el mismo escenario donde luego se disputaría el torneo; el Palacio de los Deportes de la Comunidad de Madrid. Durante dicho acto el presidente de la ACB, Eduardo Portela, hizo entrega de una réplica del trofeo a la presidenta que posteriormente posó junto a los jugadores Felipe Reyes (Real Madrid), Pancho Jasen (MMT Estudiantes), Tiago Splitter (TAU Cerámica), Juan Carlos Navarro (Regal FC Barcelona) y Víctor Claver (Pamesa Valencia) en la foto oficial con la que se dio por inaugurada la Copa del Rey 2009.

### Cuadro
|  | Cuartos de final    | Cuartos de final   |                |                    | Semifinales   | Semifinales   |  |                | Final         | Final         |  |
|  | 19 y 20 de febrero  | 19 y 20 de febrero |                |                    | 21 de febrero | 21 de febrero |  |                | 22 de febrero | 22 de febrero |  |
|  |                     |                    |                |                    |               |               |  |                |               |               |  |
|  |                     |                    |                |                    |               |               |  |                |               |               |  |
|  | DKV Joventut        | 75                 |                |                    |               |               |  |                |               |               |  |
|  | DKV Joventut        | 75                 |                |                    |               |               |  |                |               |               |  |
|  | MMT Estudiantes     | 80                 |                |                    |               |               |  |                |               |               |  |
|  | MMT Estudiantes     | 80                 |                | MMT Estudiantes    | 71            |               |  |                |               |               |  |
|  |                     |                    |                | MMT Estudiantes    | 71            |               |  |                |               |               |  |
|  |                     |                    | Unicaja Málaga | 78                 |               |               |  |                |               |               |  |
|  | Unicaja Málaga      | 79                 | Unicaja Málaga | 78                 |               |               |  |                |               |               |  |
|  | Unicaja Málaga      | 79                 |                |                    |               |               |  |                |               |               |  |
|  | Kalise Gran Canaria | 69                 |                |                    |               |               |  |                |               |               |  |
|  | Kalise Gran Canaria | 69                 |                |                    |               |               |  | Unicaja Málaga | 98            |               |  |
|  |                     |                    |                |                    |               |               |  | Unicaja Málaga | 98            |               |  |
|  |                     |                    | Tau Vitoria    | 100                |               |               |  |                |               |               |  |
|  | Regal FC Barcelona  | 83                 | Tau Vitoria    | 100                |               |               |  |                |               |               |  |
|  | Regal FC Barcelona  | 83                 |                |                    |               |               |  |                |               |               |  |
|  | Real Madrid         | 75                 |                |                    |               |               |  |                |               |               |  |
|  | Real Madrid         | 75                 |                | Regal FC Barcelona | 77            |               |  |                |               |               |  |
|  |                     |                    |                | Regal FC Barcelona | 77            |               |  |                |               |               |  |
|  |                     |                    | Tau Vitoria    | 90                 |               |               |  |                |               |               |  |
|  | Tau Vitoria         | 82                 | Tau Vitoria    | 90                 |               |               |  |                |               |               |  |
|  | Tau Vitoria         | 82                 |                |                    |               |               |  |                |               |               |  |
|  | Pamesa Valencia     | 66                 |                |                    |               |               |  |                |               |               |  |
|  | Pamesa Valencia     | 66                 |                |                    |               |               |  |                |               |               |  |
|  |                     |                    |                |                    |               |               |  |                |               |               |  |

## Desarrollo

### Cuartos de final
| 19 de febrero | Real Madrid                                                  | 75–83                                 | Regal FC Barcelona                          | |  |
| 19:00 GTM+1   | Parciales: 19–23, 19–21, 21–20, 16–19                        | Parciales: 19–23, 19–21, 21–20, 16–19 | Parciales: 19–23, 19–21, 21–20, 16–19       | |  |
|               | Estadísticas Bullock 22 Reyes, Hervelle 9 cuatro jugadores 3 | Reporte Pts Reb Asts                  | Estadísticas Navarro 28 Basile 6 Navarro 10 | Pabellón: Palacio de Deportes, Madrid Asistencia: 11,000 espectadores Árbitros: Hierrezuelo, Pérez Pizarro, García González Televisión: La 2 y Teledeporte |  |

| 19 de febrero | TAU Cerámica                                    | 82–66                                 | Pamesa Valencia                                               | |  |
| 21:30 GTM+1   | Parciales: 16-22, 17-13, 21-15, 28-16           | Parciales: 16-22, 17-13, 21-15, 28-16 | Parciales: 16-22, 17-13, 21-15, 28-16                         | |  |
|               | Estadísticas Splitter 20 Splitter 10 Prigioni 6 | Reporte Pts Reb Asts                  | Estadísticas Perović 13 Perović, Nielsen 5 Oliver, Williams 4 | Pabellón: Palacio de Deportes, Madrid Asistencia: 10,500 espectadores Árbitros: Mitjana, Arteaga, Murgui Televisión: Teledeporte |  |

| 20 de febrero | Unicaja                                           | 79–69                                 | Kalise Gran Canaria                          | |  |
| 19:00 GTM+1   | Parciales: 19-15, 15-21, 26-16, 19-17             | Parciales: 19-15, 15-21, 26-16, 19-17 | Parciales: 19-15, 15-21, 26-16, 19-17        | |  |
|               | Estadísticas Haislip 22 N'Dong 9 seis jugadores 1 | Reporte Pts Reb Asts                  | Estadísticas English 20 Augustine 9 Norris 4 | Pabellón: Palacio de Deportes, Madrid Asistencia: 10,200 espectadores Árbitros: Martín Bertrán, Pérez Pérez, Perea Televisión: Teledeporte |  |

| 20 de febrero | MMT Estudiantes                          | 80–75                                 | DKV Joventut                                      | |  |
| 21:30 GTM+1   | Parciales: 17-15, 17-19, 19-17, 27-24    | Parciales: 17-15, 17-19, 19-17, 27-24 | Parciales: 17-15, 17-19, 19-17, 27-24             | |  |
|               | Estadísticas Udrih 23 Wideman 7 Brewer 3 | Reporte Pts Reb Asts                  | Estadísticas Rubio 16 Hernández-Sonseca 8 Rubio 7 | Pabellón: Palacio de Deportes, Madrid Asistencia: 11,000 espectadores Árbitros: Fco. De La Maza, Redondo, Antonio Conde Televisión: La 2 y Teledeporte |  |

### Semifinales
| 21 de febrero | Regal FC Barcelona                          | 77–90                                 | TAU Cerámica                                             | |  |
| 18:00 GTM+1   | Parciales: 19-21, 15-22, 18-22, 25-25       | Parciales: 19-21, 15-22, 18-22, 25-25 | Parciales: 19-21, 15-22, 18-22, 25-25                    | |  |
|               | Estadísticas Navarro 19 Vázquez 7 Navarro 6 | Reporte Pts Reb Asts                  | Estadísticas Rakočević 27 Teletović 10 Prigioni, Vidal 4 | Pabellón: Palacio de Deportes, Madrid Asistencia: 10,900 espectadores Árbitros: Juan Carlos Arteaga, Daniel Hierrezuelo, E. Pérez Pizarro Televisión: La 2 y Teledeporte |  |

| 21 de febrero | MMT Estudiantes                                  | 71–78                                 | Unicaja                                        | |  |
| 20:30 GTM+1   | Parciales: 23-23, 20-18, 12-10, 16-27            | Parciales: 23-23, 20-18, 12-10, 16-27 | Parciales: 23-23, 20-18, 12-10, 16-27          | |  |
|               | Estadísticas Iturbe 18 Suárez 7 tres jugadores 3 | Reporte Pts Reb Asts                  | Estadísticas Archibald 17 Welsch 6 Rodríguez 6 | Pabellón: Palacio de Deportes, Madrid Asistencia: 11,000 espectadores Árbitros: Fco. De La Maza, J.A. Martín Bertrán, M.A. Pérez Pérez Televisión: FORTA y Teledeporte |  |

### Final
| 22 de febrero | TAU Cerámica                                              | 100–98                                              | Unicaja                                             | |  |
| 18:30 GTM+1   | Parciales: 18–17, 25–27, 17–13, 27–30 (T.E.: 13–11)       | Parciales: 18–17, 25–27, 17–13, 27–30 (T.E.: 13–11) | Parciales: 18–17, 25–27, 17–13, 27–30 (T.E.: 13–11) | |  |
|               | Estadísticas Mickeal, Teletović 20 Mickeal 10 Rakočević 4 | Reporte Pts Reb Asts                                | Estadísticas Haislip 23 Archibald 13 Cook 4         | Pabellón: Palacio de Deportes, Madrid Asistencia: 11,500 espectadores Árbitros: Arteaga, Martín Bertrán, Redondo Televisión: La 2 y Teledeporte |  |

| Campeones de la Copa del Rey 2009 TAU Cerámica 6.º título |
| --------------------------------------------------------- |

## MVP de la Copa
- Mirza Teletović[20]